# Франц Халдер
Франц Халдер (Вирцбург, 30. јун 1884 — Ашау им Кимгау, 2. април 1972) је био немачки официр током Првог светског рата, а у Другом светском рату је напредовао до чина Генералоберста. Између 1938. и 1942. је био начелник Врховне команде немачке војске, и са те позиције га је сменио Хитлер због неслагања са његовим одлукама.

## Биографија

### Младост и Први светски рат
Халдер је рођен у породици са традицијом служења у баварској војсци. Његова војна каријера је почела 1902. године, када је служио у 3. артиљеријској регименти Краљевске баварске војске. Након две године је добио чин поручника и сматран је за способног штабног официра. Студирао је на Баварској војној академији у периоду од 1911. до 1914. У Првом светском рату није био распоређен на фронтовску дужност, али је видео како изгледа статични рат на западном фронту. Током рата је служио и у штабу Рупрехта од Баварске. Након рата се залагао за доктрину маневарског ратовања, која је била у супротности са доктрином коју је немачка војска користила на западном фронту.

### Међуратни период
Следећих 15 година је променио много штабних функција, све до 1934. када је унапређен у чин генерал-лајтнанта. Тада је постављен на место команданта Седме пешадијске дивизије, стациониране у Минхену. Унапређен је у чин генералоберста 1936. и пребачен у генералштаб у Берлину. Стекао је поверење Вилхелма Кајтела који га је сматрао за поштеног, оданог, поузданог и послушног официра. Иако се није слагао са радом Гестапоа, СС-а и других елемената Нацистичке партије, 1938. је постављен на место начелника генералштаба, где је заменио Лудвига Бека. Његово неслагање са радом партије је ишло много дубље, и он је већ са Беком разматрао опцију да свргну Хитлера. Ипак након Минхенског споразума је закључио да је Хитлерова позиција прејака, па је одустао од завере.

### Други светски рат
У сарадњи са начелником врховне команде копнене војске Валтером фон Браухичем је оркестрирао инвазију на Пољску, која је показала ефикасност маневарске доктрине за коју се залагао. Након рата су му замерали зато што је мало тога урадио да спречи злочине у Пољској, иако их је био свестан. Након што је Хитлер прихватио Манштајнове планове за освајање Француске и земаља Бенелукса, Халдер и још неки немачки официри су сматрали да би то било погубно за Немачку. Због тога је опет почео да разматра опцију завере против Хитлера. Опет се показало да за то није имао живаца и завера је пропала.
Након што је Манштајнов план успешно остварен, Хитлер је имао још негативније мишљење о Халдеру. Њих двојица су се опет сукобила око планова за инвазију на Совјетски Савез. Хитлер је Хадлера оптужио за дефетизам, зато што је он предлагао да се офанзивао успори ради консолидовања фронта. Халдер је мислио да се Москва може освојити пре зиме, тако да је био један од одговорних за недостатак зимске опреме, који је проузроковао смрт десетине хиљада немачких војника. То је био један од главних разлога и пропасти током битке за Москву.
Како су операције на источном фронту пропадале, тако је Хитлер имао све мање разумевања за Халдера. Сменио га је са места начелника штаба у септембру 1942. године, након чега је пензионисан. Остао је у контакту са Беком, и због тога је био ухапшен након неуспешне Јулске завере. Избегао је смртну казну, али је један период провео затворен у логору Дахау.

### Након рата
У Нирнбершком процесу је био сведок против нациста. Његови критичари су то протумачили као његово лично неслагање са Хитлером, а не као начин одбацивања нацистичке филозофије. То су поткрепили тврдњом да је учествовао у Јулској завери зато што је био убеђен да Хитлер више не може да победи у рату. Након суђења је сарађивао са америчким историчарима да се формира поглед на рат из угла немачког официра. Умро је 1972. године, а његови мемоари су објављени постхумно 1976. године.